# Кайдан
Кайдан (яп. 怪談, кайдан, «усна розповідь про надприродне») — традиційний фольклорний жанр у Японії, покликаний налякати слухача; розповідь про зустрічі з надприродним: привидами, демонами, відьмами тощо; аналог європейських билиць та історій про привидів. Збірки кайданів — кайдансю (яп. 怪談集) — виділяють у окремий літературний жанр. У Японії вживають також назву хьорай, horā (яп. ホラー), що є транслітерацією запису катаканою англійського horror. Стосовно сучасної японської культури термін «кайдан» вживається вкрай рідко, частіше використовують назву японські міські легенди(яп. 都市伝説).

## Витоки жанру
Розквіт кайданів припав на період Едо, насамперед на XVIII століття. Цей рід літератури бере початок у давньояпонському народному фольклорі, а також у середньовічній морально-дидактичній буддистській прозі сецува, перша відома збірка якої «Ніхон рьоікі» з'явилася ще у VIII столітті, а найвідоміша — «Кондзяку-моногатарі» — датується 1120 роком.
Крім народних казок і буддистських притч, серйозно вплинути на формування жанру могла відома в Японії рукописна збірка містичних оповідань у стилі сяошо китайського письменника другої половини XVII століття Пу Сунліна «Ляо-чжай-чжи-і» («Опис чудес із кабінету Ляо»), а також новели його японського сучасника Іхари Сайкаку. Найвідомішими попередниками жанру вважають збірки оповідань у жанрі йоміхон японського письменника другої половини XVIII століття Уеди Акінарі «Місяць у тумані» (1776) і «Оповідання про весняний дощ» (1809).
У цей же час у Японії процвітала салонна гра «Зібрання ста казок про надприродне»хяку моноґатарі кайданкай (яп. 百物語怪談会), в якій кайдани розповідали по колу, після кожної історії гасячи одну свічку зі сотні, які освітлювали кімнату, і в міру все більшого затемнення кімнати переходячи до все страшніших оповідань. На основі кайданів часто створювали п'єси національного театру кабукі, а з появою кінематографу — фільми жахів.
Для класичного кайдану характерні такі риси:
- Потойбічні сили та надприродні істоти (найчастіше — мстиві привиди) діють нарівні з людьми та активно впливають на перебіг подій сюжету. За цю особливість кайдан часто визначають як історію про привидів.
- Концепція карми та відплати, те, що європеєць визначив би як фаталізм у сюжеті.
- Помста як обов'язковий елемент дії.
- Зазвичай невелика кількість яскравих, характерних персонажів, що активно виявляють свої почуття.

Деякі кайдани, наприклад Йоцуя Кайдан, стали дуже популярними і широко відомими, увійшовши до класичного репертуару театру кабукі.
Європейських та американських читачів познайомив з літературою цього жанру американський письменник і журналіст Лафкадіо Герн, який прожив довгі роки в Японії, опублікувавши 1904 року збірку «Кайдан: історія та нариси про дивовижні явища» (англ. Kwaidan: Stories and Studies of Strange Things).

## Кайдан у кіно
- Кайдан (фільм, 1964)
- Кайдан. Історія про примар
- Пік зради[en]
- Kaidan Restaurant[en] — японська збірка оповідань-жахів для дітей з ілюстраціями Йосікадзу Такаї та Куміко Като, яку випускає видавництв Doshinsha.